# Conspiración de Gual y España
La conspiración de Gual y España es el nombre con que se conoce en la historia de Venezuela al primer movimiento independentista que buscaba alejar a Venezuela del Imperio español. Iniciado en La Guaira, antigua Capitanía General de Venezuela, descubierta el 13 de julio de 1797 y que finalizó el 8 de mayo de 1799. Es considerado como uno de los antecedentes más cercanos de los sucesos del 19 de abril de 1810.
Manuel Gual era capitán de infantería y hombre de refinada cultura, hijo del coronel español Mateo Gual. José María España desempeñaba el cargo de teniente de justicia en Macuto, Venezuela. Gual y España suscribieron unas Ordenanzas que incluían los principales objetivos de la revolución, a continuación el texto casi íntegro: la emancipación política de España, la implantación de un sistema republicano, la abolición de la esclavitud y el establecimiento de la libertad de comercio.

Haced os pintura de la situación de los habitantes del Norte de esta América. Son ricos e independientes; codician su alianza las potencias de Europa. Haced comparación de vuestra población con la de aquella nueva República, y sacaréis que la naturaleza se complace en poblar los campos de la libertad, cuando le es doloroso y contra su institución el incremento de esclavos. Los desiertos, la soledad y el silencio son las consecuencias de la Tiranía en todo el Universo
Fragmento del manifiesto de los habitantes libres de la América española.

## Traslado de los conspiradores de San Blas
En la conspiración de Gual y España desempeñaron un importante papel varios revolucionarios españoles que encabezados por el profesor de colegio y economista Juan Bautista Picornell, y junto a este el profesor de humanidades José Lax, el profesor de matemáticas del colegio San Isidro, Sebastián Andrés, el ingeniero Manuel Cortés Campomanes, el abogado aragonés Bernardo Garaza, entre otros. Estos revolucionarios españoles se reunían en la logias "Libertad" y "España" en la Ballesteros en Madrid.
Tras deponer la Conspiración de San Blas en Madrid de 1796, el Alcalde de Casa y Corte, Conde de Pinar detuvo rápidamente a los autores que fueron condenados a la horca, no obstante, Don Francisco Pérez de Lerma, un abogado, letrado, cristiano, salvó de la pena de muerte a Juan Bautista Picornell, José Lax,  Sebastián Andrés, Manuel Cortés Campomanes y otros, arriesgando su posición política dentro de gobierno. La pena de muerte les fue conmutada por encierro perpetuo en los castillos de América, de Puerto Cabello, Portobello y Panamá, por orden del Rey Carlos IV, del 17 de agosto de 1796.
En diciembre de 1796 y a comienzos de 1797, los 4 conspiradores europeos fueron llegando al puerto de La Guaira, donde se les encerró en las bóvedas. Al poco tiempo Picornell y sus compañeros entraron en contacto con Manuel Gual y Jose Maria España, reforzando sus ideas revolucionarias. El movimiento que tuvo su foco en La Guaira desde donde se extendió rápidamente a Caracas; contó con un conjunto de documentos teóricos e instrucciones de carácter organizativo práctico.

## Primer movimiento independentista
Se trató del primer movimiento organizado que plantea para la América española, la conformación de gobiernos republicanos y la igualdad de sus habitantes sin distinción de raza o condición social. En la conjura participaron individuos de todas las clases sociales, exceptuando a los mantuanos. En tal sentido figuraron entre los conjurados comerciantes como Manuel Montesinos Rico; los abogados criollos Nicolás Ascanio y Luis Tomás Peraza; 
los ingenieros militares Patricio Ronán y Juan Lartigue de Condé; funcionarios de la Real Hacienda como Joaquín Sorondo, Juan José Mendiri, Martín Goinaga; y el párroco de La Guaira, Juan Agustín González. También formaron parte de la conspiración, abogados y letrados, así como muchos artesanos, muchos sargentos, cabos y soldados, unos pardos y algunos blancos.
Aunque la Conspiración de Gual y España fracasó como movimiento revolucionario, los textos que se difundieron durante la misma tuvieron una considerable influencia en el movimiento emancipador de Hispanoamérica. El documento más importante que emanó de la Conspiración fueron los "Derechos del Hombre y del Ciudadano", con varias máximas republicanas y un discurso preliminar dedicado a los americanos, el cual contenía como parte central el texto de los Derechos del Hombre y del Ciudadano. Esta conjura es la de mayor contenido teórico, la más orgánica y completa, con perfecta definición de ideario y fines, de todos los movimientos precursores de la independencia de la América meridional.

## Causas
La conspiración de Gual y España fue delatada el 13 de julio ante el capitán general Pedro Carbonell, quien ordenó una persecución contra los conspiradores, en la cual resultaron detenidos 49 criollos y 21 españoles. Tanto Gual como España escaparon a la vecina colonia inglesa de Trinidad. Por la captura de los dos revolucionarios quienes recorrieron Curazao, Guadalupe, Martinica, San Bartolomé,  Saint Thomas, Saint Croix y Trinidad, se ofrecían 500 pesos de recompensa, en caso de presentar resistencia la cantidad aumentaba a 10.000 pesos por Gual y de 5.000 pesos por España.

## Muerte de Gual y de España

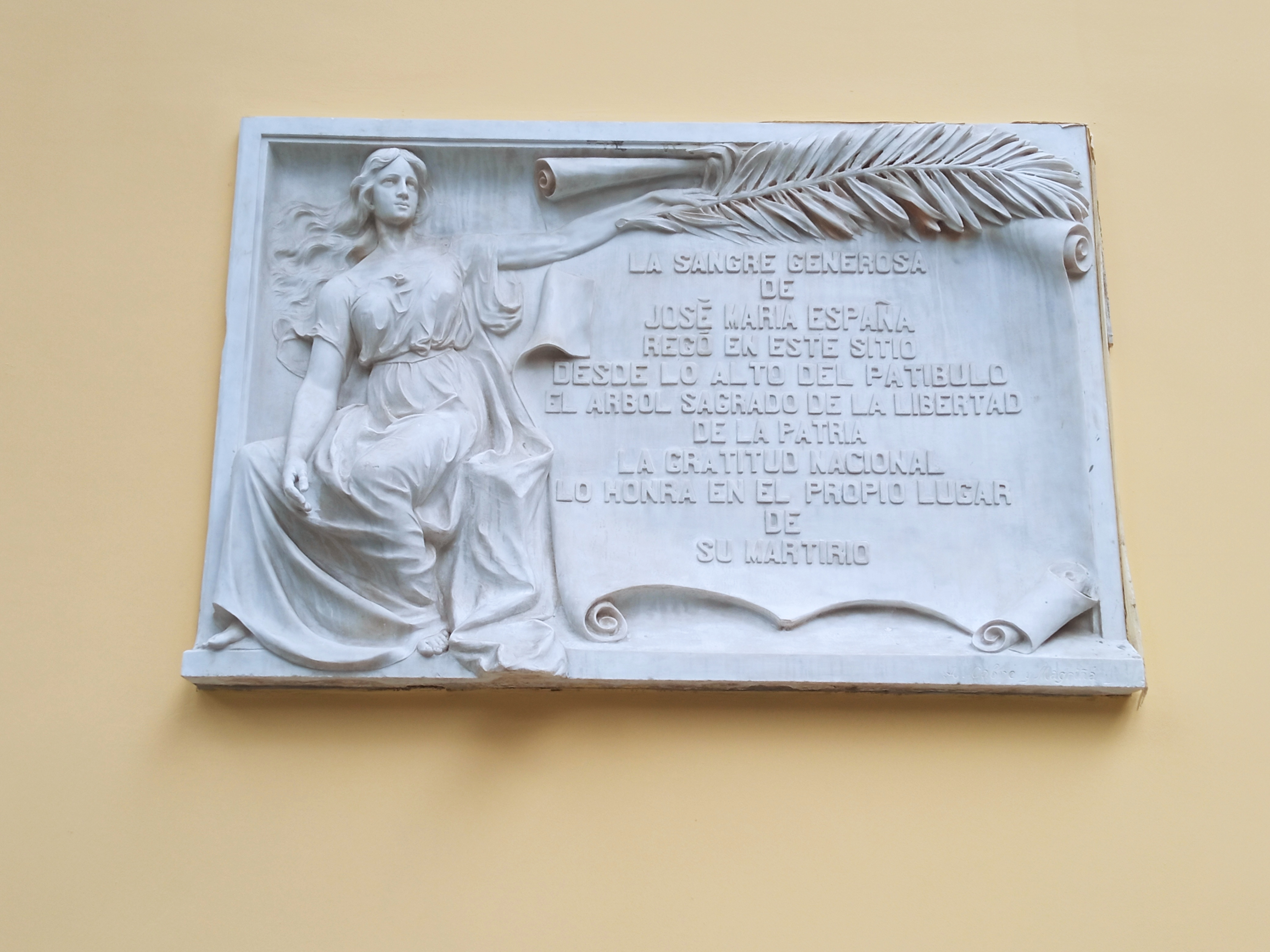
Placa conmemorativa en el sitio donde torturan y dan muerte a José María España, en la plaza Bolívar del centro de Caracas

A pesar de la recompensa que se ofrecía por su captura, en 1799, José María España regresó secretamente a Venezuela, pero fue apresado en La Guaira y enviado a Caracas, donde la Real Audiencia lo condenó a la pena de muerte el 6 de mayo, siendo torturado, ahorcado, decapitado y descuartizado el 8 de mayo en la plaza Mayor (actual plaza Bolívar). Manuel Gual permaneció en Trinidad, desde donde mantuvo comunicación con el precursor Francisco de Miranda, quien estaba en Londres. El 25 de octubre de 1800 murió en San José de Oruña, Trinidad, envenenado por un espía español de apellido Valecillos.[cita requerida]